# Groenland van A tot Z

## B
Bestuurlijke indeling van Groenland -
Openbare en Nationale Bibliotheek van Groenland

## C
Asii Chemnitz Narup

## G
Geografie van Groenland - 
Geschiedenis van Groenland -
.gl -
Groenland -
Groenlands (taal)

## I
Inuit

## L
Landsting (Groenland) (parlement)

## N
Nationaal park Noordoost-Groenland -
Gerti Nooter -
Nuuk

## P
Lijst van plaatsen in Groenland -
Lijst van premiers van Groenland

## S
Sisimiut -
Lijst van grote Groenlandse steden

## U
Universiteit van Groenland

## V
Vlag van Groenland

## W
Wapen van Groenland